# 賀景濱
賀景濱（1958年9月6日—），台灣小說家，新竹人，畢業於國立政治大學中國語文學系。曾任《時報週刊》副總編輯、《新新聞》編輯總監。
大學畢業的賀景濱曾在苗栗做過幾年礦工，其後至台北當編輯。1987年開始在《自立晚報》副刊發表散文。1990年以〈速度的故事〉獲時報文學獎小說首獎，小說家張大春稱之為「處決了小說一次」的小說。沉寂多年之後，賀景濱於2005年再以〈去年在阿魯吧〉（此為後來出版之長篇小說《去年在阿魯吧》第一章）獲林榮三文學獎小說參獎，小說家駱以軍譽其為「天才」。
黃錦樹曾如此道出賀景濱的小說特徵：「敘事觀展現出異乎尋常的敏銳，聰明而不流於輕巧。數學哲學科學的邏輯詭辯，典型的偽知識操作，沒有火氣也沒有土味。」他也擅於在對話中運用悖論、矛盾的方式去質疑、顛覆知識，產生荒唐及幽默之感。

## 作品
短篇小說集
- 《速度的故事》（台北：木馬文化，2006）

長篇小說
- 《去年在阿魯吧》（台北：寶瓶文化，2011）
- 《我們幹過的蠢事》（台北：春山出版，2020）

譯作
- 《義大利短篇小說精選》（台北：圓神出版社，1987）
- 《蘇格蘭短篇小說精選》（台北：圓神出版社，1989）

## 獲獎
- 1990年〈速度的故事〉獲時報文學獎小說首獎
- 2005年〈去年在阿魯吧〉獲林榮三文學獎小說參獎